# Sentinela do Sul
Sentinela do Sul este un oraș în Rio Grande do Sul (RS), Brazilia.